# Adelinae
Le Adelinae Bruand, 1850 sono una sottofamiglia di lepidotteri, che comprende 190 specie diffuse in Eurasia, Africa, America Settentrionale e Centrale (dato aggiornato al 23 dicembre 2011).

## Descrizione

### Adulto
Si tratta di piccoli lepidotteri alquanto primitivi che possiedono una nervatura alare già evoluta, di tipo eteroneuro, e tuttavia presentano ancora un apparato riproduttore femminile provvisto di un'unica apertura destinata sia all'accoppiamento, sia all'ovodeposizione.

È presente una connessione tergosternale, immediatamente posteriore rispetto al primo spiracolo addominale, formata da un processo ventrocaudale del primo tergite, che va a collegarsi all'estensione anterolaterale del secondo sternite.

Le ali, che rivelano anche la presenza di aculei, hanno forma ovoidale-allungata con apice arrotondato; appaiono spesso bruno-grigiastre (nelle specie con abitudini notturne) ma possono anche avere riflessi metallici ed iridescenze molto vivaci. I microtrichi sono presenti ed uniformemente distribuiti. Come nei Ditrysia, si osserva una riduzione del sistema legato al settore radiale (Rs) nell'ala posteriore, con anastomosi di Sc ed R dal quarto basale fino al termen, ed Rs non ramificata; l'accoppiamento alare è di tipo frenato, con frenulum a singola setola composita nei maschi, e da tre a cinque setole nelle femmine; queste setae dipartono da cavità distinte, ed in prossimità di esse possono riscontrarsi, in ambo i sessi, altre setae pseudofrenulari. È presente l'apparato di connessione tra ala anteriore e metatorace; si possono inoltre osservare un ponte precoxale e la perdita del primo sternite addominale, mentre il secondo può suddividersi (completamente o parzialmente) in uno sclerite anteriore più piccolo (S2a) ed uno posteriore più sviluppato (S2b).

Le antenne sono di regola filiformi; nei maschi raggiungono fino a sei volte la lunghezza del corpo (per esempio in alcune Adela), mentre nelle femmine superano comunque la lunghezza della costa. Si può osservare la presenza di uno sclerite intercalare (forse caso unico tra i lepidotteri) oltre a spinule laterali (probabilmente derivate dai sensilla) in alcuni segmenti prossimali del flagello dei maschi di Nemophora; in Adela questi processi sono spesso ricurvi.

Gli ocelli sono assenti, come pure i chaetosemata. Gli occhi dei maschi di alcune specie sono molto sviluppati. La spirotromba è perfettamente funzionante, e risulta ricoperta di scaglie e più lunga della capsula cefalica, estendendosi fin oltre i palpi mascellari; questi ultimi possono essere ridotti a soli due o tre segmenti, come in Nemophora. I palpi labiali hanno tre segmenti, corti e con setole laterali sul secondo; l'organo di vom Rath sul segmento apicale del palpo labiale, può essere profondo o superficiale.

Nelle zampe, l'epifisi è spesso presente, mentre gli speroni tibiali hanno formula 0-2-4.

Nell'apparato genitale maschile non è presente, su ogni valva, la struttura a pettine detta pectinifer, visibile invece nella sottofamiglia Nematopogoninae. L'uncus è assente, mentre il vinculum presenta un saccus allungato. La juxta è a forma di freccia, l'edeago è assottigliato.

Nel genitale femminile, l'ovopositore è ben sviluppato e perforante, con gli apici appiattiti lateralmente, al fine di permettere l'inserimento delle uova all'interno dei tessuti fogliari della pianta ospite; tale caratteristica viene considerata una specializzazione secondaria delle Adelidae. La cloaca è stretta e tubuliforme. Le apofisi sono fortemente sclerotizzate; il corpus bursae è sviluppato e membranaceo, senza signa. Gli ovarioli sono in numero elevato (10-12), a differenza dei quattro riscontrabili di norma negli altri lepidotteri.

L'apertura alare può variare da 4 a 28 mm.

### Uovo
Le uova sono lisce o lievemente punteggiate; vengono inserite singolarmente nei tessuti della pianta ospite, pertanto assumono la forma della "tasca" in cui le inserisce la femmina.

### Larva
Il bruco, quasi cilindrico, possiede un capo arrotondato, non appiattito e solitamente prognato, con solco epicraniale marcato e sei stemmata per lato.

Sono presenti due setae genali, G1 e G2, mentre l'assenza della seta AF2 è considerata un'evoluzione secondaria.

Sul protorace è visibile uno scudo ben sclerotizzato, e possono comparire anche dischi sclerotizzati sul meso- e metatorace.

Le zampe toraciche sono ben sviluppate, mentre le pseudozampe, poste sui segmenti addominali III-VI e X, sono fortemente ridotte o assenti; gli uncini pseudopodiali, assenti sul segmento X, sono disposti su file multiple.

### Pupa
La pupa è dectica, con cuticola lievemente sclerotizzata e appendici solo debolmente aderenti al corpo. I palpi mascellari appaiono prominenti, mentre quelli labiali risultano esposti come le coxe del primo paio di zampe. Le antenne, particolarmente lunghe nei maschi, sono accomodate all'interno del bozzolo, avvolte attorno all'addome. I segmenti addominali da III a VII sono mobili, e si notano una o due file di spinule sulla superficie della maggior parte dei segmenti.

## Biologia

### Comportamento
In molte delle specie che presentano riflessi metallici, il volo può avvenire alla luce diretta del sole, e si assiste spesso alla formazione di sciami, soprattutto attorno a gruppi di infiorescenze, alberi o cespugli. Gli sciami sono associati a due adattamenti strutturali, riscontrabili esclusivamente nei maschi: spinule laterali sulle antenne e occhi sviluppati dorsalmente, fino ad incontrarsi l'un l'altro sulla linea mediana. In alcune Nemophora, l'occhio risulta diviso in una sezione dorsale ipertrofica ed una ventrale di dimensioni normali. Gli ommatidi che compongono la parte superiore sono più grandi di quelli della parte inferiore. Nelle specie con occhi più ridotti, la formazione di sciami è rara o completamente assente. Non è ancora ben chiaro il ruolo delle spinule laterali delle antenne, ma è probabile che, permettendo la formazione di sciami di maschi attorno ad una femmina immobile, sia implicata nelle funzioni di accoppiamento.

Altre specie, di abitudini prettamente crepuscolari, mostrano invece colorazioni più spente ed uniformi, e tendono a non formare mai sciami.

Nella maggior parte delle Adelinae, le larve sono minatrici delle foglie, dei meristemi o della corteccia durante il primo stadio, o talvolta perforano l'ovario della pianta nutrice; in seguito, dal secondo stadio in poi o comunque entro lo stadio pre-pupale, il bruco vive all'interno di un fodero lenticolare portatile, che costruisce a partire da frammenti di foglie e detriti del sottobosco, ed allarga via via che si accresce; in questa fase si alimenta prevalentemente di foglie cadute nella lettiera, o comunque di vegetali a basso fusto. La specie giapponese Nemophora raddei Rebel attraversa sei distinti stadi larvali. L'impupamento avviene quindi all'interno di quest'involucro, spesso ai piedi della pianta ospite.

### Periodo di volo
La maggior parte delle specie boreali vola tra aprile e giugno, al massimo fino ad agosto.

### Alimentazione
Le larve di questo taxon attaccano generi appartenenti a svariate famiglie, tra cui:
- Abies Mill. (Pinaceae)
- Acacia Mill. (Fabaceae)
- Acer L. (Aceraceae)
- Ballota L. (Lamiaceae)
- Bursaria Cav. (Pittosporaceae)
- Cardamine L. (Brassicaceae)
- Castilleja Mutis ex L.f. (Orobanchaceae)
- Cornus L. (Cornaceae)
- Dipsacus L. (Dipsacaceae)
- Elaeagnus L. (Elaeagnaceae)
- Fagus L. (Fagaceae)
- Fraxinus L. (Oleaceae)
- Gentiana L. (Gentianaceae)
- Gilia Ruiz & Pav. (Polemoniaceae)
- Hieracium L. (Asteraceae)
- Holodiscus (K.Koch) Maxim. (Rosaceae)
- Hydrangea L. (Hydrangeaceae)
- Hypericum L. (Clusiaceae)
- Knautia L. (Dipsacaceae)
- Leptosiphon Benth. (Polemoniaceae)
- Leucanthemum Mill. (Asteraceae)
- Ligustrum L. (Oleaceae)
- Linanthus Benth. (Polemoniaceae)
- Orthocarpus Nutt. (Orobanchaceae)
- Parthenocissus Planch. (Vitaceae)
- Persicaria Mill. (Polygonaceae)
- Prunus L. (Rosaceae)
- Quercus L. (Fagaceae)
- Rhododendron L. (Ericaceae)
- Rosa L. (Rosaceae)
- Salix L. (Salicaceae)
- Scabiosa L. (Dipsacaceae)
- Sedum L. (Crassulaceae)
- Succisa Haller (Dipsacaceae)
- Tsuga Carrière (Pinaceae)
- Veronica L. (Plantaginaceae)

## Distribuzione e habitat
La sottofamiglia è presente in tutte le ecozone, con l'eccezione del Neotropico e dell'Australasia, pur dimostrando una maggiore biodiversità nel Paleartico.
L'habitat è rappresentato da foreste a latifoglie, zone boschive e prati aperti.

## Tassonomia

### Generi
Questo taxon comprende tre generi, per un totale di 190 specie, di cui 41 in Europa e 23 in Italia (dato aggiornato al 23 dicembre 2011).
- Adela Latreille, 1796 - Prècis Caractères génériques Insectes: 147[30] (53 specie tra Olartico e Africa meridionale, di cui 11 in Europa, 6 in Italia)
- Cauchas Zeller, 1839 - Isis, Leipzig 1839: 186[31] (18 specie olartiche, di cui 10 in Europa, 6 in Italia)
- Nemophora Hoffmannsegg, 1798 - in Illiger. Verz. Käffer Preussens: 499[32] (119 specie tra Olartico, ecozona afrotropicale e orientale, di cui 20 in Europa, 11 in Italia)

### Endemismi italiani
La sottofamiglia non annovera endemismi italiani.

### Sinonimi
Non sono stati riportati sinonimi.

### Alcune specie

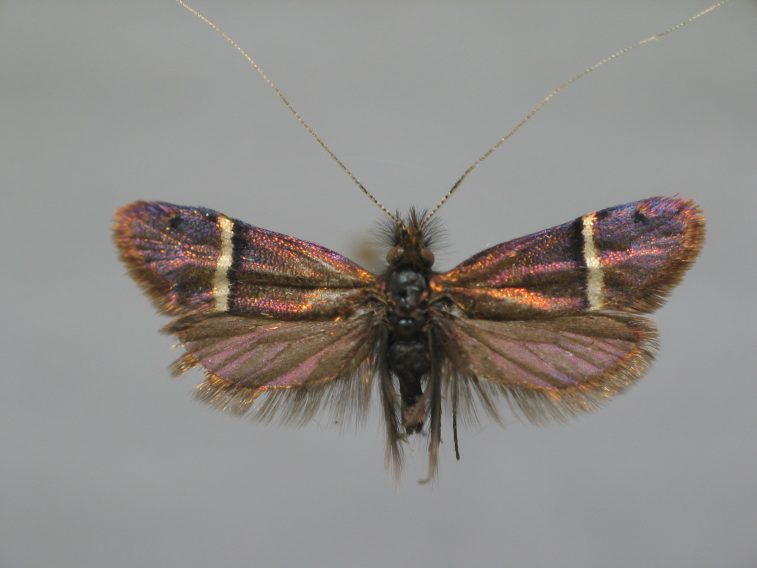
Adela albicinctella
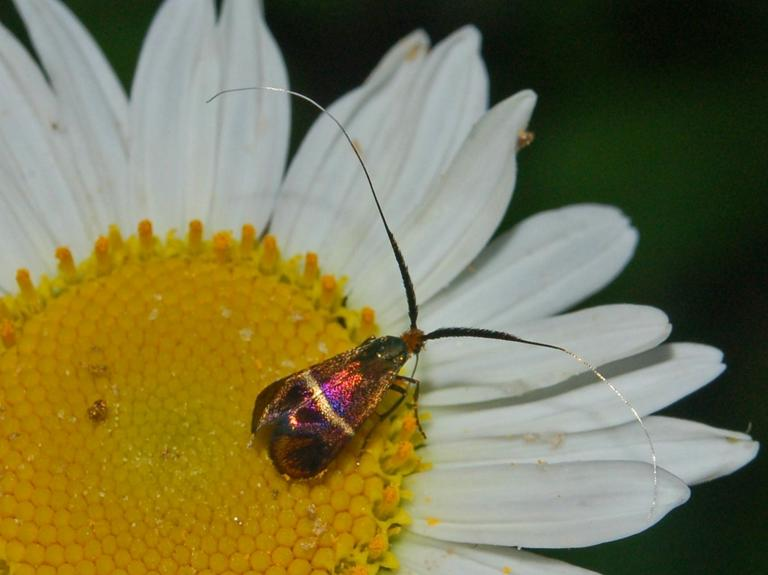
Adela australis
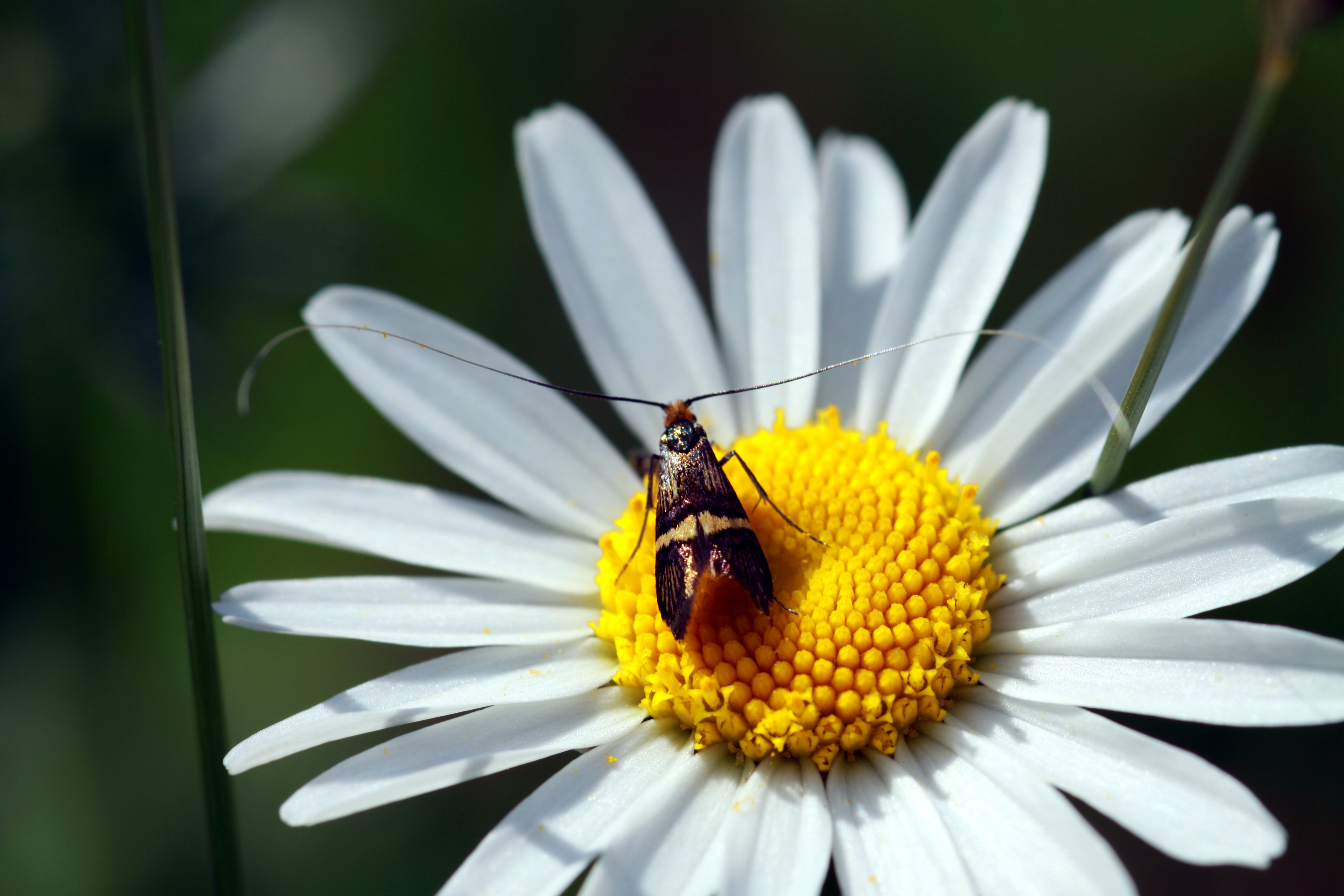
Adela croesella
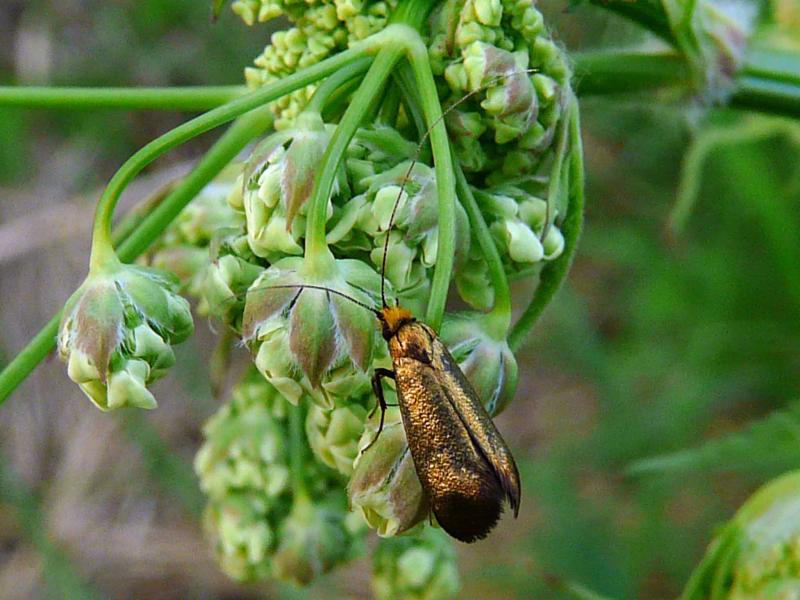
Adela cuprella
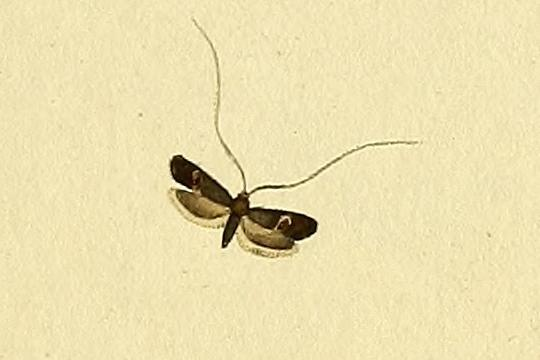
Adela mazzolella
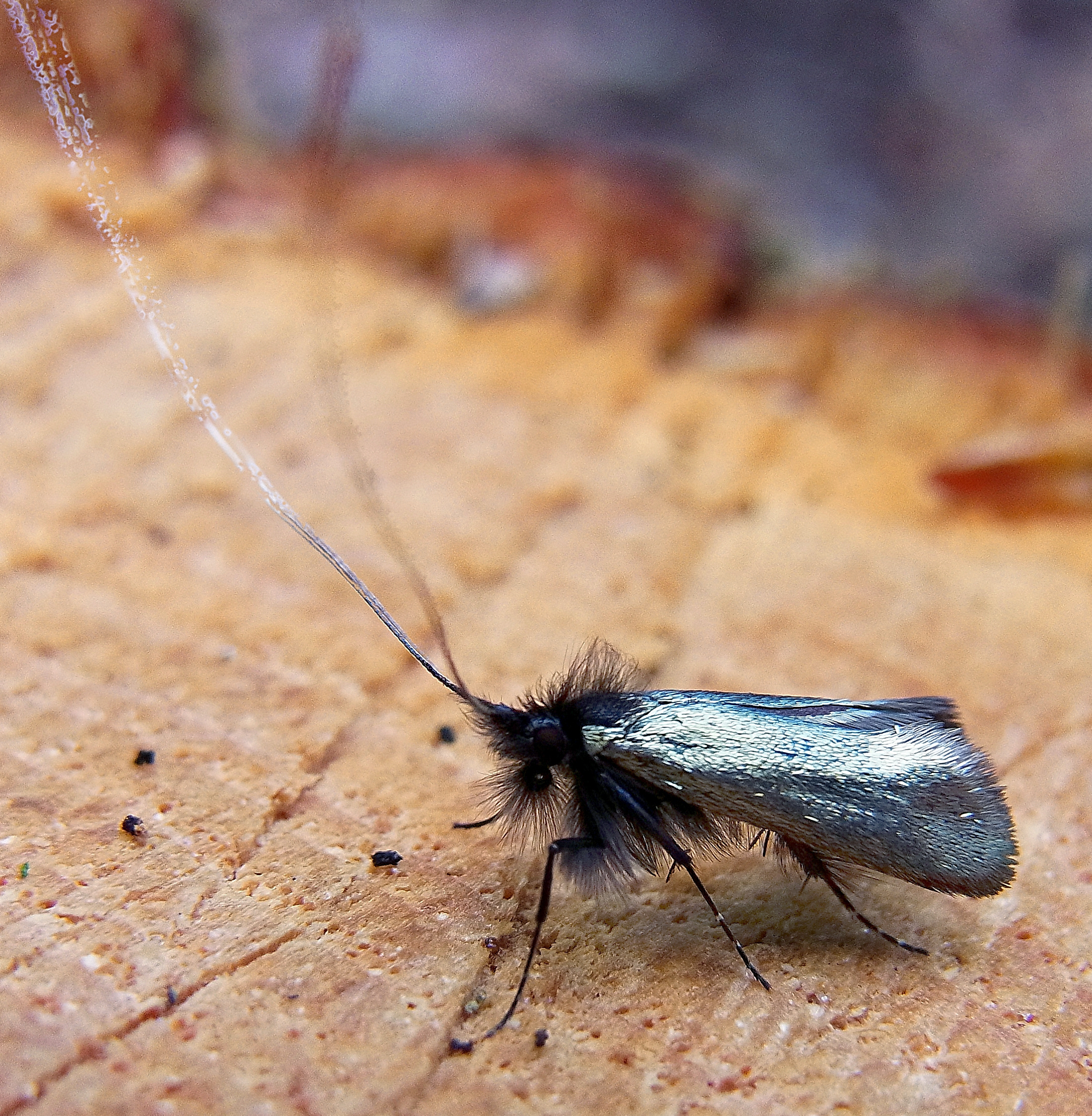
Adela reaumurella
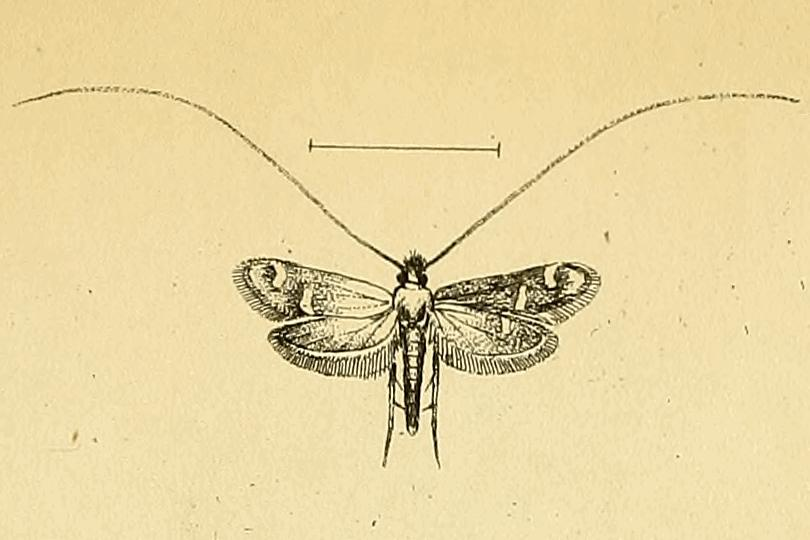
Adela repetitella
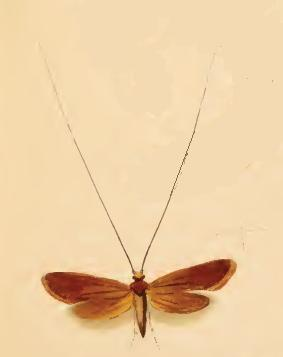
Adela violella
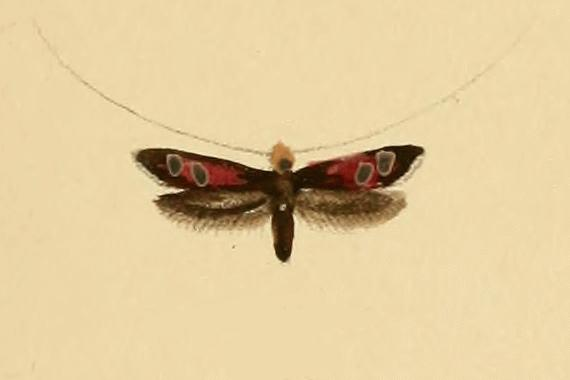
Cauchas anatolica
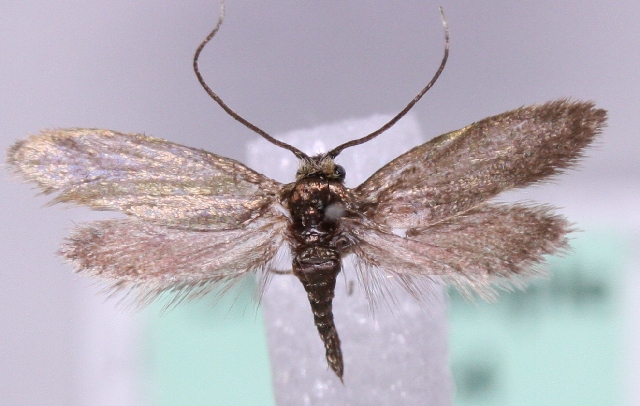
Cauchas breviantennella
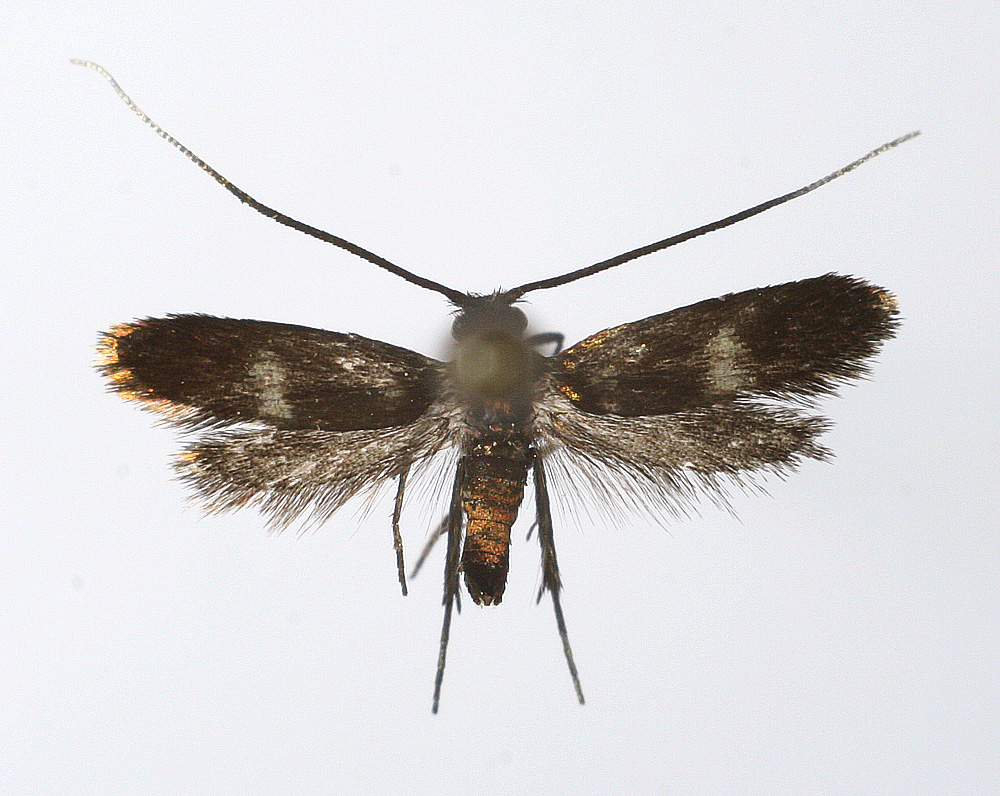
Cauchas fibulella
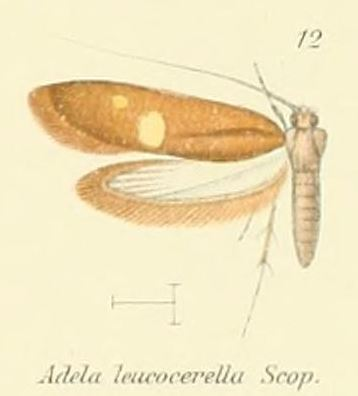
Cauchas leucocerella
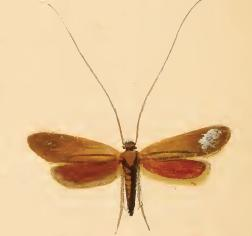
Cauchas rufimitrella
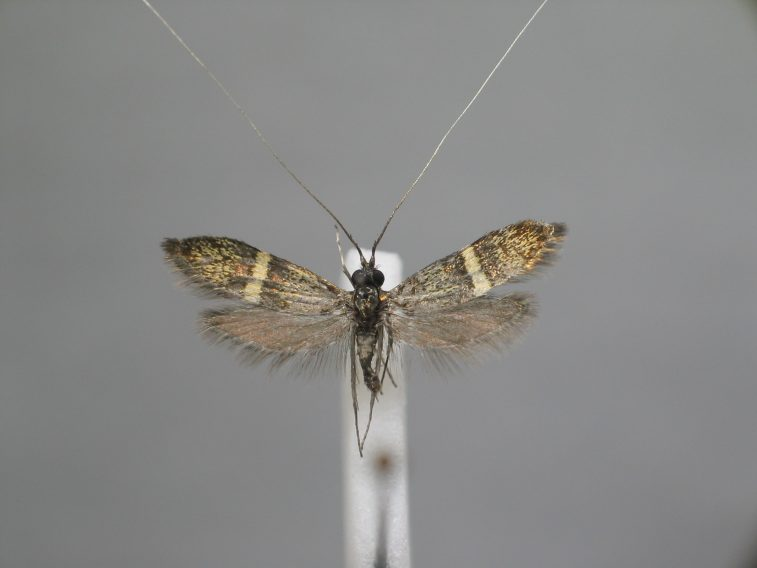
Nemophora associatella
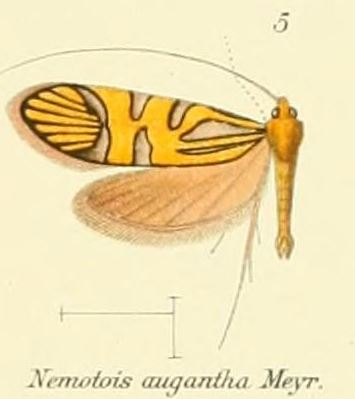
Nemophora augantha
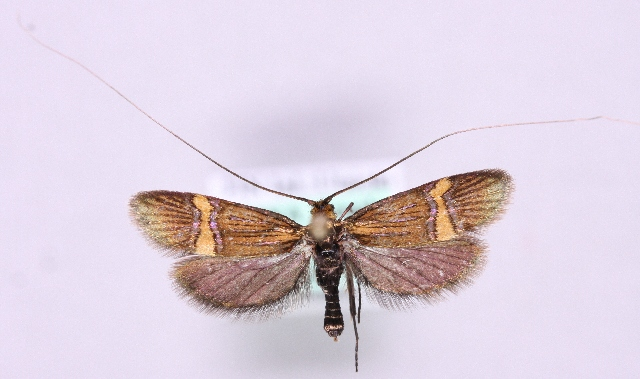
Nemophora bellela
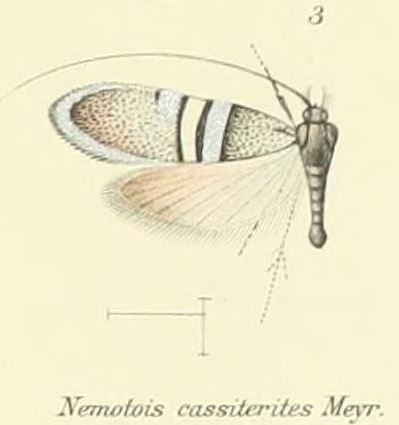
Nemophora cassiterites
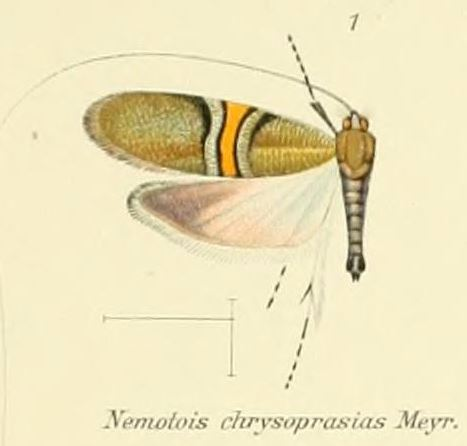
Nemophora chrysoprasias
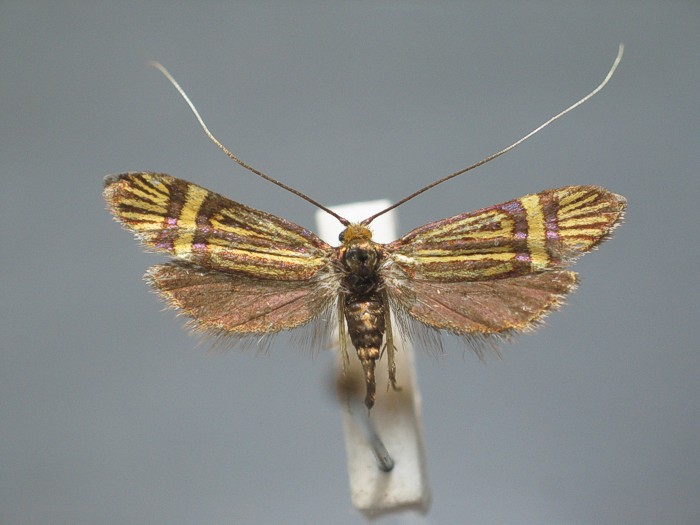
Nemophora congruella
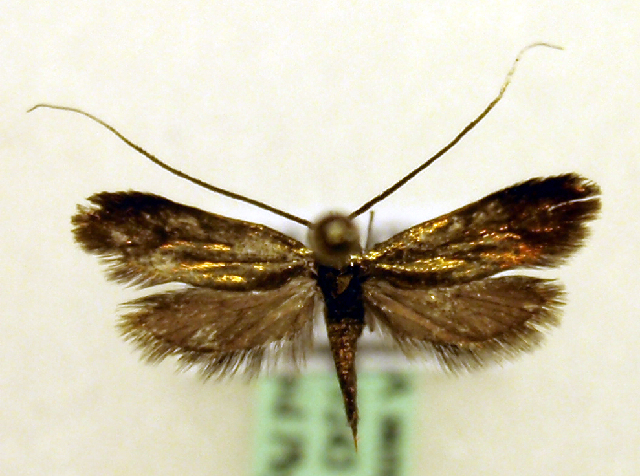
Nemophora cupriacella
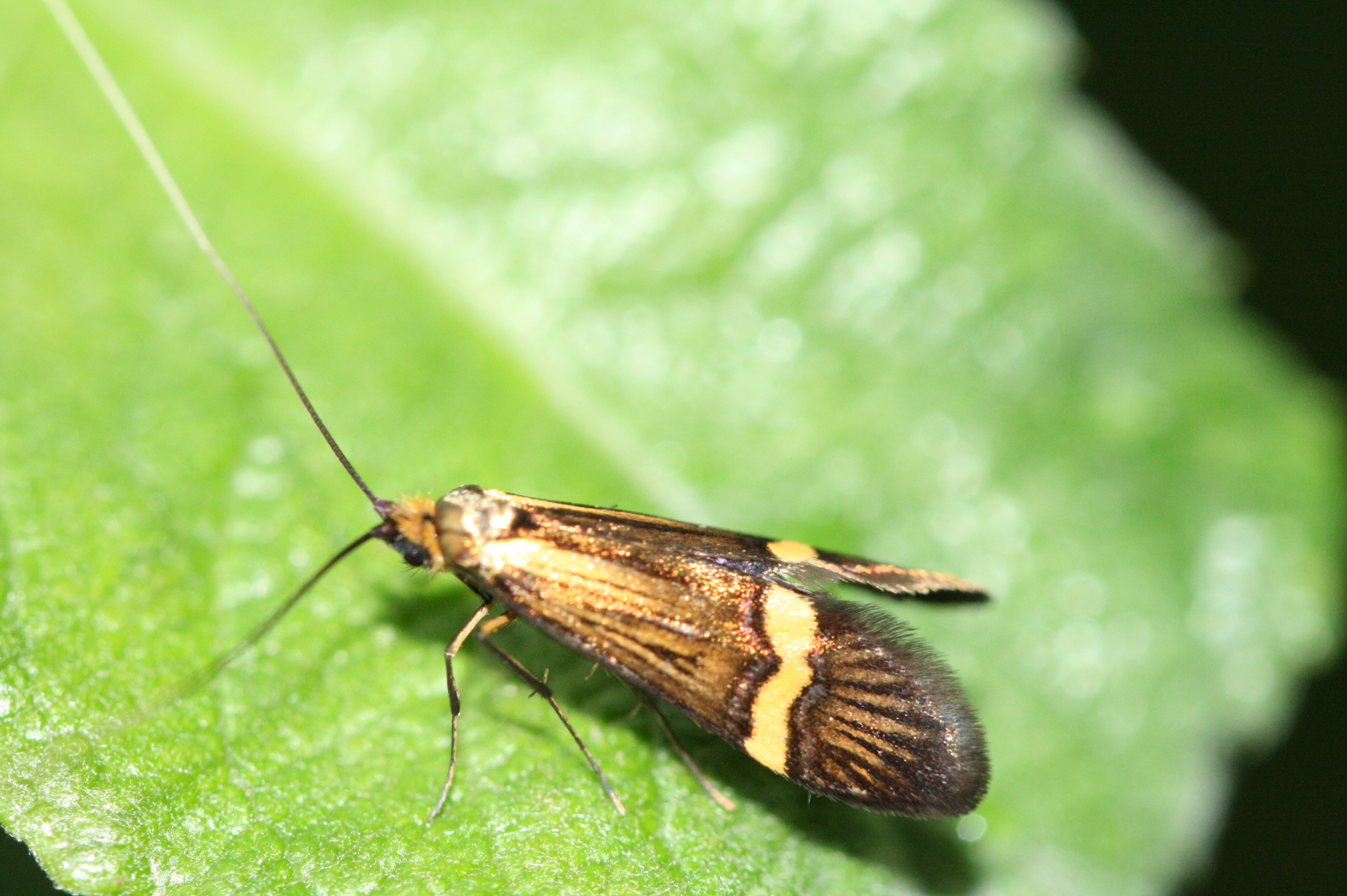
Nemophora degeerella
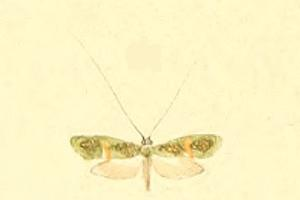
Nemophora dumerilella
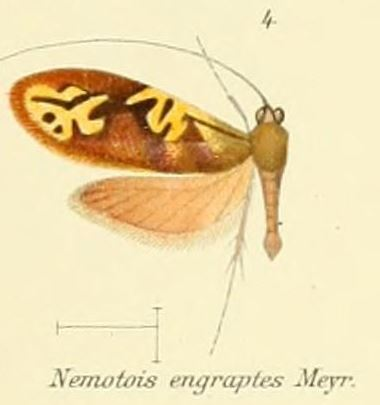
Nemophora engraptes
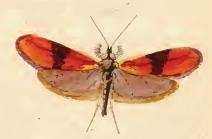
Nemophora fasciella
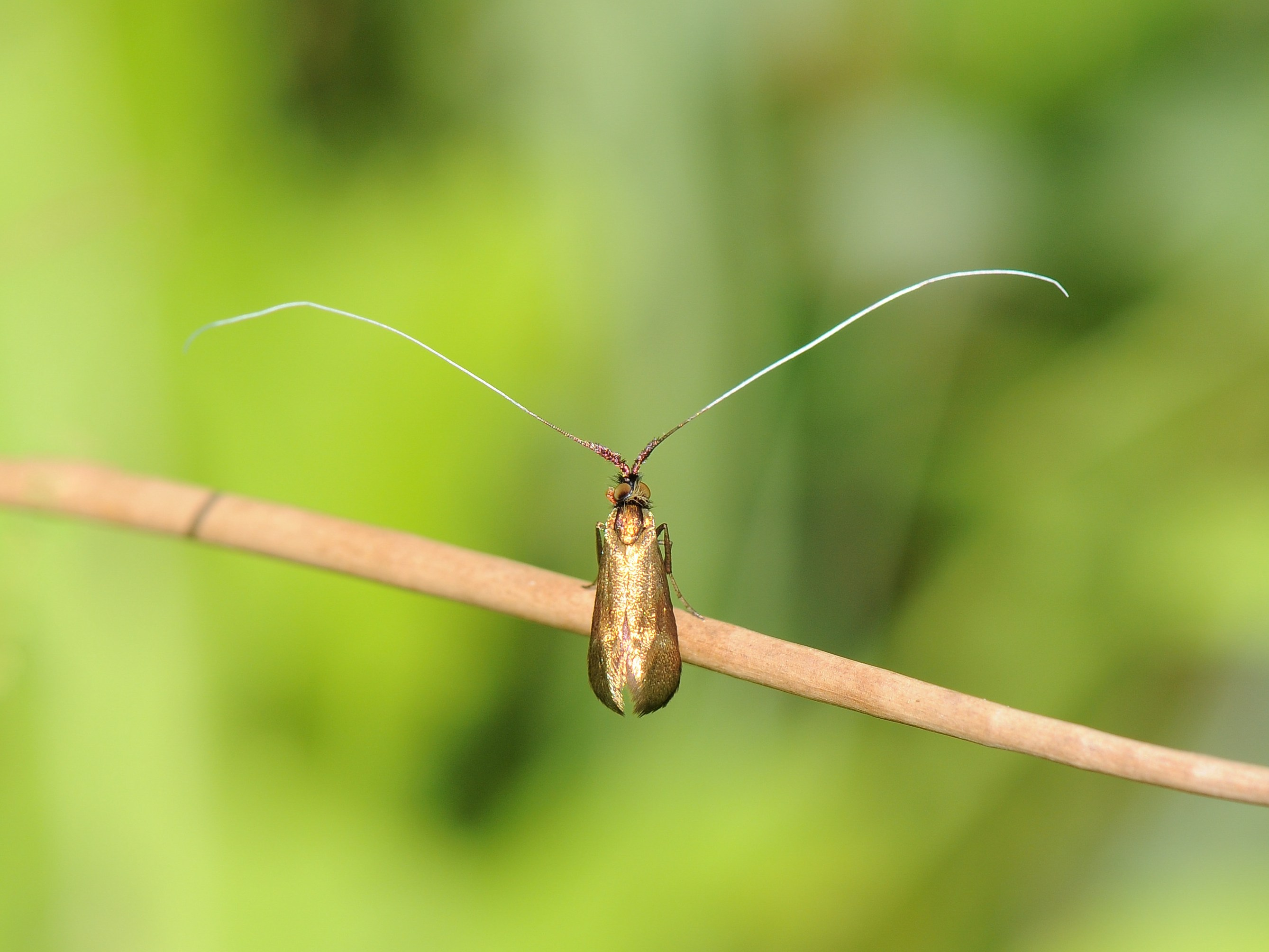
Nemophora metallica
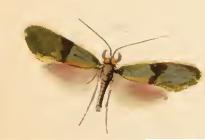
Video su Nemophora metallica
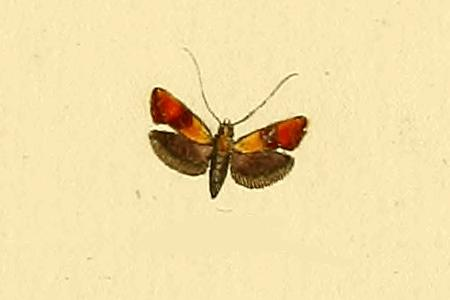
Video su Nemophora metallica
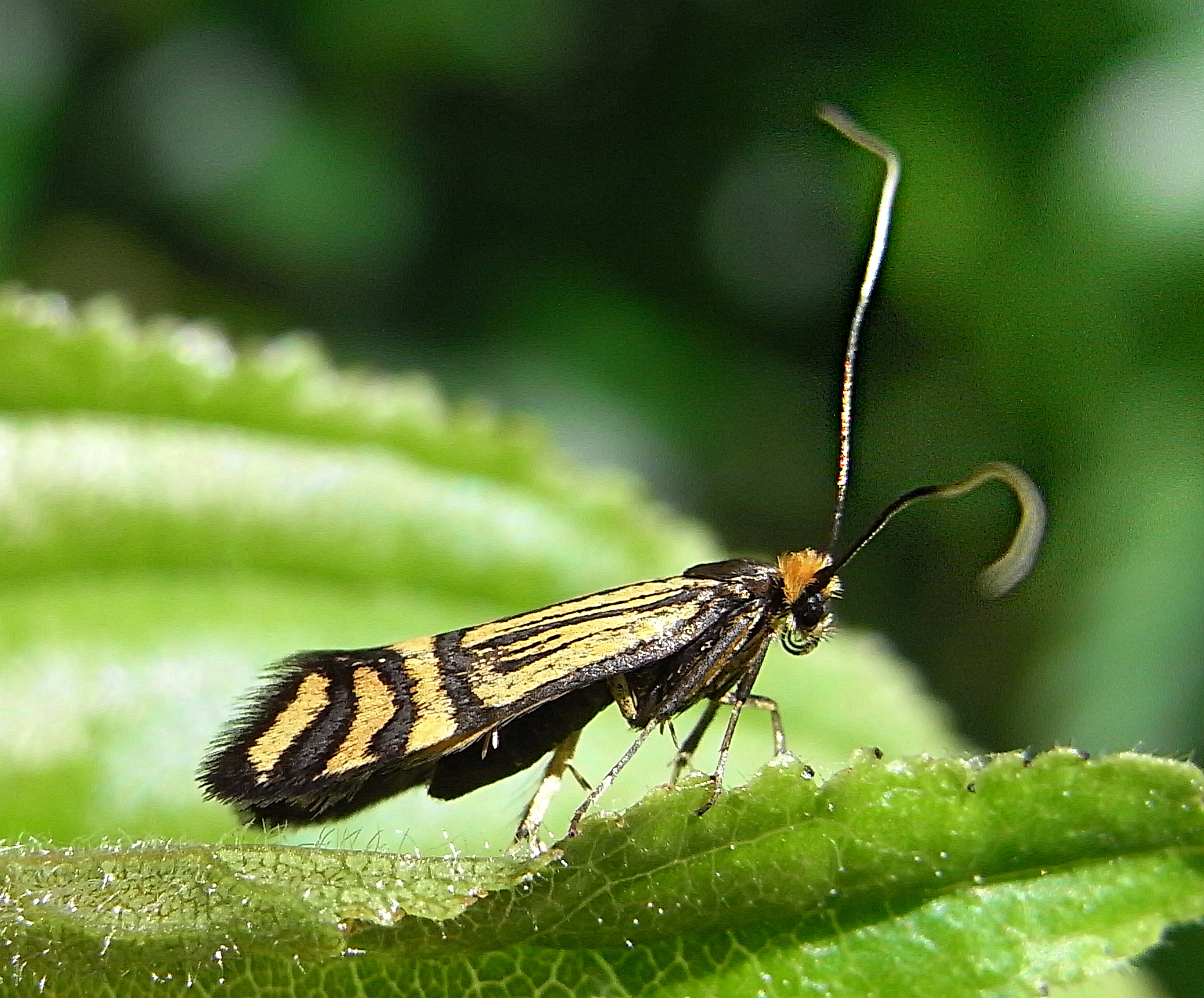
Nemophora minimella
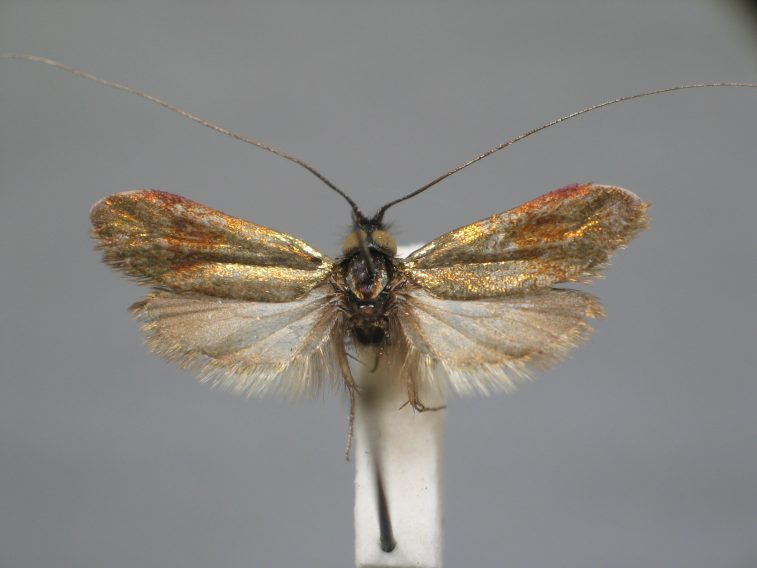
Nemophora molella
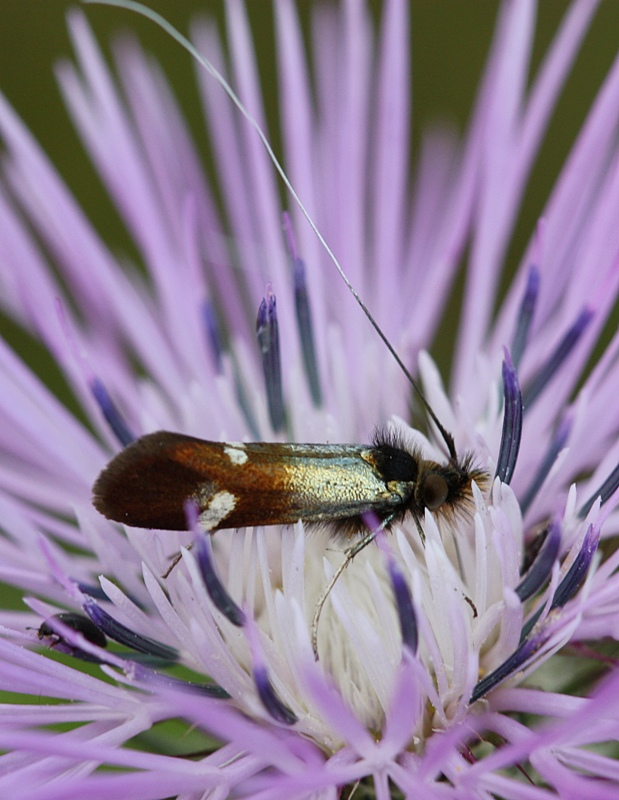
Nemophora ochsenheimerella
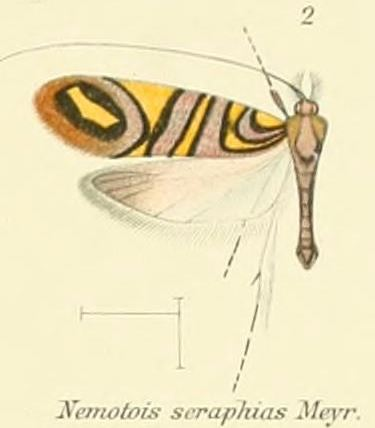
Nemophora prodigella
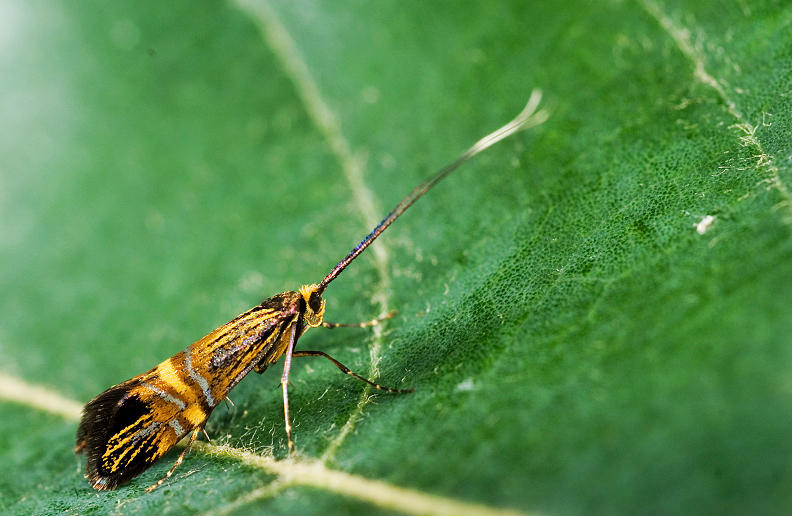
Nemophora raddaella
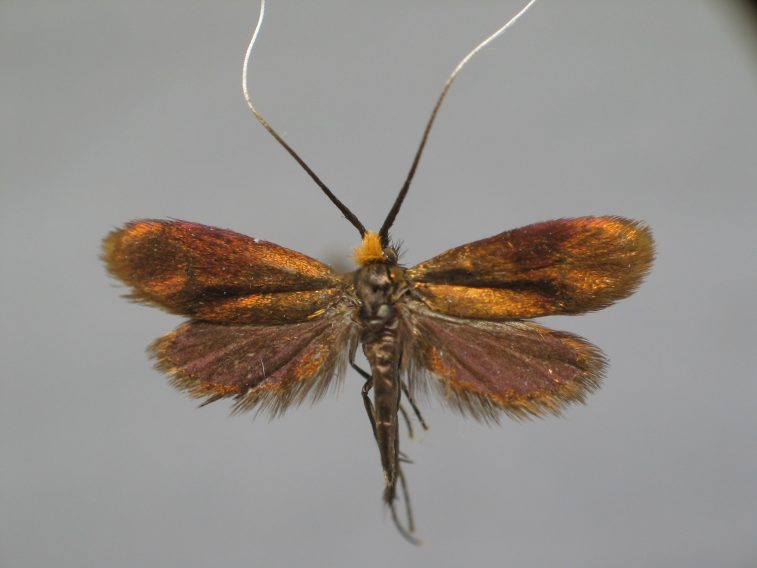
Nemophora seraphias
- Nemophora uncella
- Nemophora violella

## Conservazione
Nessuna specie appartenente a questa sottofamiglia è stata inserita nella Lista rossa IUCN